# Burn-Up
Burn-Up (バーンナップ?, Bānnappu) è un OAV della durata di 50 minuti, realizzato da Anime International Company nel 1991 per il mercato home video. Nel 2005 il DVD è stato messo in vendita negli Stati Uniti con sottotitoli in inglese.

## Trama
La storia tratta delle aventure di uno speciale gruppo di poliziotti chiamati "Team Warrior" sempre alle prese con missioni al limite della realtà.

## Personaggi

### Principali
- Maki
- Yuka
- Kenji
- Remi

### Secondari
- Samuel McCoy
- Sayaka
- Banba
- Ryuji
- Gonnack

## Doppiaggio
| Personaggio            | Doppiatore giapponese |
| ---------------------- | --------------------- |
| Yuka                   | Kumiko Nishihara      |
| Reimi                  | Miki Itō              |
| Maki                   | Yumiko Shibata        |
| Kenji                  | Hirokazu Hiramatsu    |
| McCoy                  | Norio Wakamoto        |
| The Chief              | Shōzō Iizuka          |
| female voice           | Emi Shinohara         |
| male voice a           | Hidetoshi Nakamura    |
| Ryuuji                 | Hideyuki Umezu        |
| Takeda                 | Ichirō Nagai          |
| Bob                    | Kiyomistu Mizuuchi    |
| Ganack                 | Kiyoyuki Yanada       |
| Captain (Group Leader) | Nobuo Tanaka          |
| female voice           | Rena Kurihara         |
| female voice           | Sanae Miyuki          |
| male voice b           | Shin'ichirō Miki      |
| Banba                  | Shoichiro Akaboshi    |
| female voice           | Yuko Hayashi          |
| Sayaka                 | Yuri Shiratori        |

## Colonna sonora
Sigla di chiusura
- "Burn Up My Heart" cantata da Yumiko Shibata, Miki Itō e Kumiko Nishihara